# Georg Emil Hansen (fotograf)

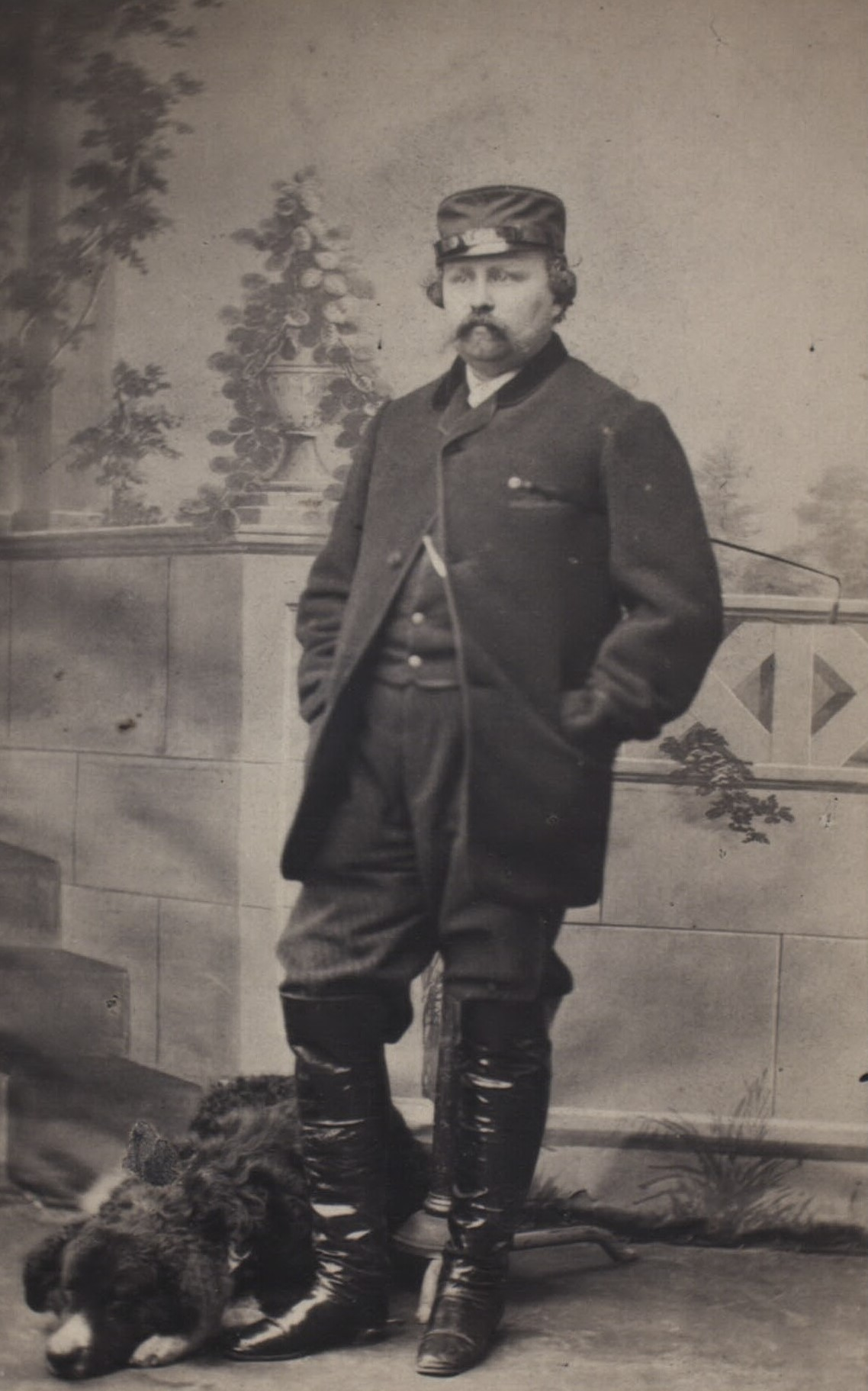
Georg Emil Hansen eget självporträtt

Georg Emil Hansen, född 12 maj 1833 i Næstved, död 21 december 1891 på Frederiksberg, var en dansk fotograf.
Han var son till Carl Christian Hansen och bror till konstnären Niels Christian Hansen. Han öppnade en fotoateljé 1856 och utnämndes några år senare till hovfotograf. I den egenskapen fotograferade han personer ur de Danska, Engelska, Ryska och Grekiska kungahusen. Man antar att han sålde omkring 37 000 kopior av bilden han tog när Alexandra av Danmark gifte sig med kronprins Edvard av Storbritannien. Vid världsutställningen i London 1862 tilldelades han ett av utställningspriserna. Förutom porträttfotografering utförde han även rättegångsfotograferingar. 1867 blev han kompanjon med sin bror och företaget ingick i kompanjonskap med Albert Schou och Clemens Weller. Hansen är representerad vid Nationalmuseum med ett antal fotografier.